# Лемболовско побрђе
Лемболовско побрђе (рус. Лемболовская возвышенность; фин. Lempaalan ylänkö) моренско је узвишење у виду побрђа у централном делу Карелијске превлаке. Налази се на северозападу европског дела Руске Федерације, односно на северозападу Лењинградске области. Административно припада Приозерском, Виборшком и Всеволошком рејону. Побрђе је име добило по истоименом језеру које се налази у његовим централним деловима.
Највиша тачка Лемболовског побрђа је врх Кивисурја (рус. Кивисюрья, фин. Kivisyrjä) који лежи на надморској висини од 203,7 метара. Уједно је то и највиша тачка целе Карелијске превлаке.
Побрђе у ствари представља чеону морену последњег антропогеног леденог доба на том подручју. На падинама су развијени бројни камови и подледничке терасе. Узвишења углавном представљају акумулације од шљунковитих материјала, док су у котлинама углавном мочварне воде.
Реке које свој ток започињу на овом побрђу теку у три смера: ка Финском заливу на југу, реци Неви на југоистоку и језеру Ладога на северу и североистоку. На том подручју свој ток започињу реке Сестра, Охта, Волочајевка, Смородинка, Мокроус, Сосновка, Страница, Кожица, Муратовка и Јатка.
Занимљиво је да се у водама језера која су формирана на овом подручју налазе доста високе концентрације једињења жељеза.

## Видети
- Карелијска превлака
- Лењинградска област
- Лемболовско језеро